# Jeff Cameron
Giovanni Scarciofolo dit Jeff Cameron, mort en 1985, est un acteur italien, célèbre pour avoir joué dans de nombreux westerns spaghetti dans les années 1960 et 1970.

## Biographie
Il commença sa carrière dans des peplums en figurant dans des films tels que Hercule et les titans en 1963, aux côtés de Giuliano Gemma. Il participe à d'autres projets du même type, alignant les rôles de figuration, jusqu'à devenir un second rôle remarqué avec l'avènement du western spaghetti
Sa carrière le mène à tourner avec des acteurs emblématiques du genre tels que Klaus Kinski, Jack Betts ou George Hilton et à figurer dans les films de réalisateurs importants, notamment Demofilo Fidani. Il interpréta par ailleurs deux des figures mythiques du western spaghetti, dans une des nombreuses productions utilisant ces personnages : Django et Sartana.

## Filmographie sélective

### Acteur
- 1963 : Hercule et les titans (Maciste, l'eroe più grande del mondo) de Michele Lupo : figurant
- 1964 : Spartacus et les dix gladiateurs (Gli invincibili dieci gladiatori) de Nick Nostro : figurant
- 1966 : Du sang sur la montagne (Un fiume di dollari) de Carlo Lizzani : Randall
- 1967 : Trois salopards, une poignée d'or (La più grande rapina del west) de Maurizio Lucidi : Jack
- 1968 : Prie et creuse ta tombe (Prega Dio... e scavati la fossa) de Edoardo Mulargia :
- 1969 : El Sartana... l'ombre de ta mort (Passa Sartana... è l'ombra della tua morte) de Demofilo Fidani : Sartana
- 1971 : Macho Callaghan se déchaîne (Giù la testa... hombre) de Demofilo Fidani : Macho Callaghan
- 1971 : Nevada Kid (Per una bara piena di dollari) de Demofilo Fidani : Nevada Kid
- 1971 : Pour Django les salauds ont un prix (Anche per Django le carogne hanno un prezzo) de Luigi Batzella : Django
- 1971 : Les Âmes damnées de Rio Chico (Quelle sporche anime dannate) de Luigi Batzella : Tom Carter